# Pteroeides durum
Pteroeides durum är en korallart som beskrevs av Rudolf Albert von Kölliker 1872. Pteroeides durum ingår i släktet Pteroeides och familjen Pennatulidae. Inga underarter finns listade i Catalogue of Life.